# Otter, Harburg
Otter là một đô thị thuộc huyện Harburg, bang Niedersachsen, Đức. Đô thị này có diện tích 34,13 km².